# Mykola Skadowskyj

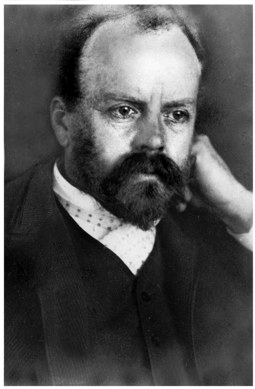
Mykola Skadowskyj

Mykola Lwowytsch Skadowskyj (* 16. Novemberjul. / 28. November 1845greg. in Biloserka, Gouvernement Cherson, Russisches Kaiserreich; † 11. Junijul. / 23. Juni 1892greg. in Langeron, Odessa, Russisches Kaiserreich) war ein ukrainischer und russischer Genremaler.

## Leben
Skadowskyj kam als Nachkomme einer alten polnischen Adelsfamilie in Biloserka in der heute ukrainischen Oblast Cherson zur Welt. Er ging in Odessa auf das Richelieu-Gymnasium und studierte ab 1865 an der medizinischen Fakultät der Universität Moskau und zeitgleich an der Moskauer Hochschule für Malerei, Bildhauerei und Architektur. Nach seinem Studium ging er an die Kunstakademie Düsseldorf, arbeitete als Künstler in Italien und besuchte Paris und Wien.
Ab 1876 lebte Skadowskyj in Biloserka und konnte sich, dank dem Nachlass seiner Mutter, seiner kreativen Tätigkeit widmen und in seinem eigenen Studio malen. Ende der 1870er Jahre ließ er sich in Odessa nieder und sein Haus wurde zu einem Kulturzentrum, das berühmte Künstler, Musiker und Schriftsteller anzog. 
Im März 1890 war er Initiator und Mitbegründer der Gesellschaft für regelmäßige Ausstellungen von südrussischen Künstlern in Odessa.

## Werk
Neben Genrebildern schuf Skadowskyj Landschaftsgemälde und Porträts. Die Moskauer Tretjakow-Galerie enthält einige seiner Genrebilder wie „Gasthaus-Redner“ von 1881 und „Im Gefängnis von Wladimir“ von 1891.
Insgesamt schuf er mehr als 100 Gemälde.

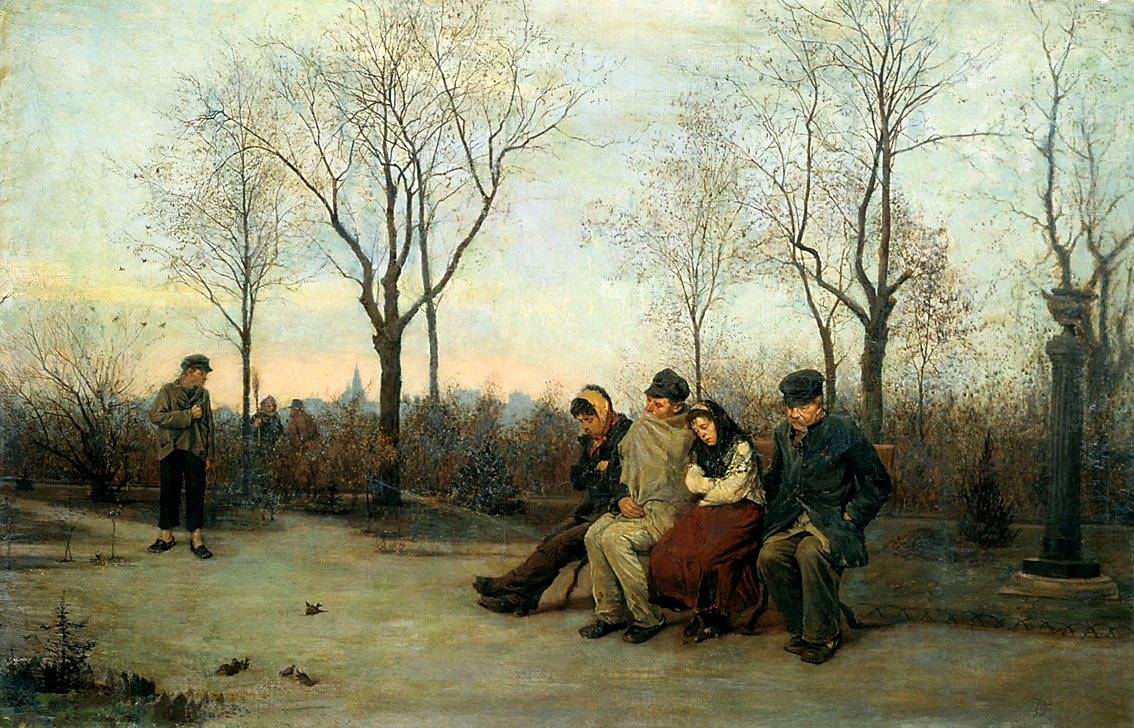
„Бесприютные“ – „Obdachlos“, 1870er-Jahre; Regionales Kunstmuseum Rostow am Don
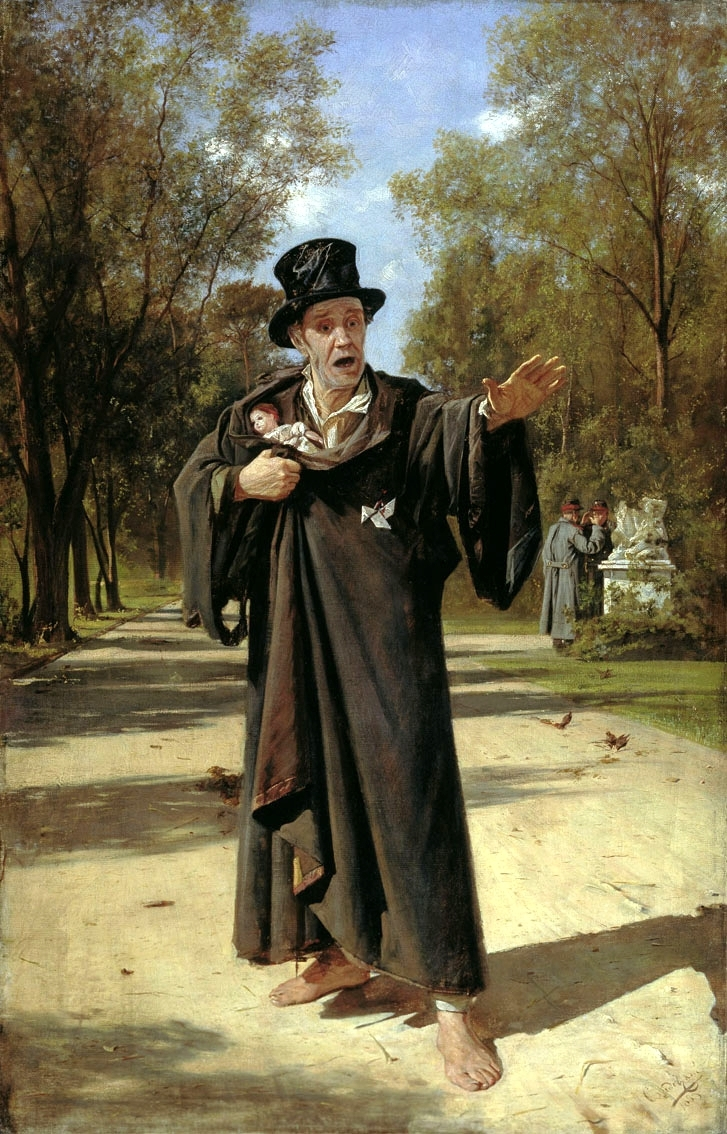
„Безумный“ – „Irrer“, 1883; Regionales Kunstmuseum Irkutsk
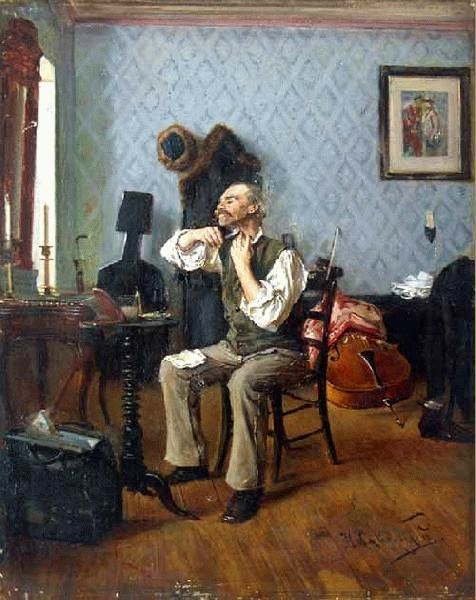
„Перед концертом“ – „Vor dem Konzert“, 1889; Regionales Kunstmuseum Cherson
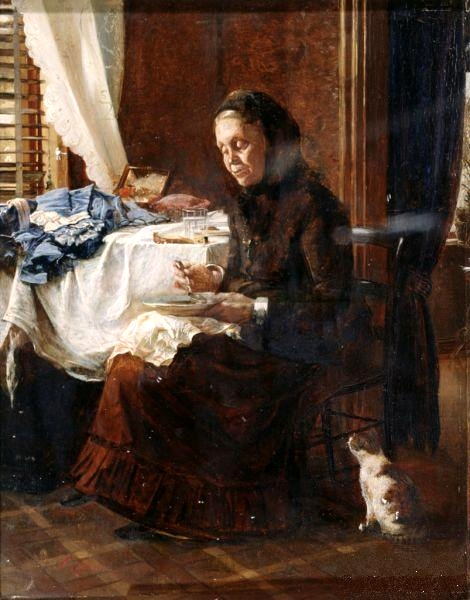
„Обед швеи“ – „Näherin beim Mittagsmahl“, 1889; Regionales Kunstmuseum Cherson
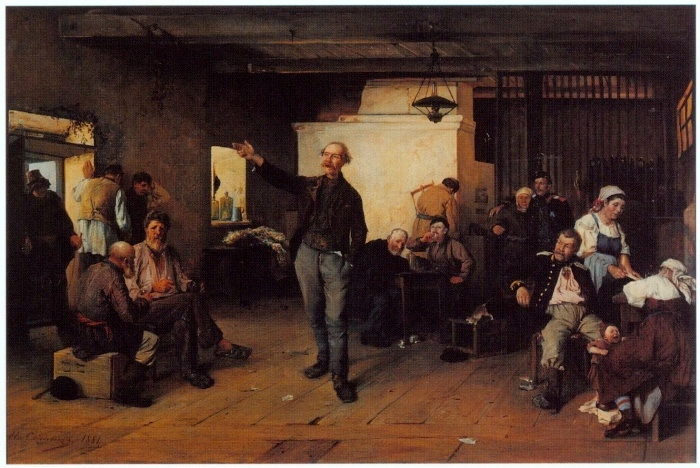
„Трактирный оратор“ – „Gasthaus-Redner“, 1881; Gekauft 1882 von P. M. Tretjakow, Tretjakow-Galerie